# Spizelloides
Genre
Spizelloides est un genre monotypique de passereaux de la famille des Passerellidae.

## Liste des espèces
Selon la classification de référence du Congrès ornithologique international (version 7.2, 2017) :
- Spizelloides arborea (anciennement Spizella arborea) (Wilson, A, 1810) — Bruant hudsonien
  - Spizelloides arborea arborea (Wilson, A, 1810)
  - Spizelloides arborea ochracea (Brewster, 1882)